# Lophodermium eucalypti
Lophodermium eucalypti är en svampart som först beskrevs av Rodway, och fick sitt nu gällande namn av P.R. Johnst. 2001. Lophodermium eucalypti ingår i släktet Lophodermium och familjen Rhytismataceae.   Inga underarter finns listade i Catalogue of Life.